# ليه
لَيْه (بالهندستانية: لیہہ) مدينة في إقليم لداخ الذي تديره حكومة الهند المركزية من بلاد كشمير، وهي كبرى مدن بلاد لداخ ومركز الإقليم المذكور، وقد كانت قديما عاصمة مملكة لداخ وتسمى أيضا مملكة مَرْيُول.
عدد سكانها حسب تعداد سنة 2001 هو 117,232 ، مساحتها 147,104 كم² وكثافة السكان 45,110 لكل كم² .

## المناخ
يظهر الجدول التالي التغييرات المناخية على مدار السنة للياه:
| البيانات المناخية لـلياه                | البيانات المناخية لـلياه | البيانات المناخية لـلياه | البيانات المناخية لـلياه | البيانات المناخية لـلياه | البيانات المناخية لـلياه | البيانات المناخية لـلياه | البيانات المناخية لـلياه | البيانات المناخية لـلياه | البيانات المناخية لـلياه | البيانات المناخية لـلياه | البيانات المناخية لـلياه | البيانات المناخية لـلياه | البيانات المناخية لـلياه |
| الشهر                                   | يناير                    | فبراير                   | مارس                     | أبريل                    | مايو                     | يونيو                    | يوليو                    | أغسطس                    | سبتمبر                   | أكتوبر                   | نوفمبر                   | ديسمبر                   | المعدل السنوي            |
| --------------------------------------- | ------------------------ | ------------------------ | ------------------------ | ------------------------ | ------------------------ | ------------------------ | ------------------------ | ------------------------ | ------------------------ | ------------------------ | ------------------------ | ------------------------ | ------------------------ |
| الدرجة القصوى °م (°ف)                   | 8.3 (46.9)               | 12.8 (55.0)              | 19.4 (66.9)              | 23.9 (75.0)              | 28.9 (84.0)              | 34.8 (94.6)              | 34.0 (93.2)              | 34.2 (93.6)              | 30.6 (87.1)              | 25.6 (78.1)              | 20.0 (68.0)              | 12.8 (55.0)              | 34.8 (94.6)              |
| متوسط درجة الحرارة الكبرى °م (°ف)       | −2.0 (28.4)              | 1.5 (34.7)               | 6.5 (43.7)               | 12.3 (54.1)              | 16.2 (61.2)              | 21.8 (71.2)              | 25.0 (77.0)              | 25.3 (77.5)              | 21.7 (71.1)              | 14.6 (58.3)              | 7.9 (46.2)               | 2.3 (36.1)               | 12.8 (55.0)              |
| المتوسط اليومي °م (°ف)                  | −8.2 (17.2)              | −4.8 (23.4)              | 0.3 (32.5)               | 5.6 (42.1)               | 9.7 (49.5)               | 14.6 (58.3)              | 17.8 (64.0)              | 17.7 (63.9)              | 13.8 (56.8)              | 6.8 (44.2)               | 0.6 (33.1)               | −4.8 (23.4)              | 5.8 (42.4)               |
| متوسط درجة الحرارة الصغرى °م (°ف)       | −14.4 (6.1)              | −11.0 (12.2)             | −5.9 (21.4)              | −1.1 (30.0)              | 3.2 (37.8)               | 7.4 (45.3)               | 10.5 (50.9)              | 10.0 (50.0)              | 5.8 (42.4)               | −1.0 (30.2)              | −6.7 (19.9)              | −11.8 (10.8)             | −1.3 (29.7)              |
| أدنى درجة حرارة °م (°ف)                 | −28.3 (−18.9)            | −26.4 (−15.5)            | −19.4 (−2.9)             | −12.8 (9.0)              | −4.4 (24.1)              | −1.1 (30.0)              | 0.6 (33.1)               | 1.5 (34.7)               | −4.4 (24.1)              | −8.5 (16.7)              | −17.5 (0.5)              | −25.6 (−14.1)            | −28.3 (−18.9)            |
| معدل هطول الأمطار مم (إنش)              | 9.5 (0.37)               | 8.1 (0.32)               | 11.0 (0.43)              | 9.1 (0.36)               | 9.0 (0.35)               | 3.5 (0.14)               | 15.2 (0.60)              | 15.4 (0.61)              | 9.0 (0.35)               | 7.5 (0.30)               | 3.6 (0.14)               | 4.6 (0.18)               | 105.5 (4.15)             |
| متوسط الأيام الممطرة                    | 1.3                      | 1.1                      | 1.3                      | 1.0                      | 1.1                      | 0.4                      | 2.1                      | 1.9                      | 1.2                      | 0.4                      | 0.5                      | 0.7                      | 13.0                     |
| المصدر: India Meteorological Department |                          |                          |                          |                          |                          |                          |                          |                          |                          |                          |                          |                          |                          |